# Pagurus armatus
Pagurus armatus is een heremietkreeft die voorkomt in het oosten van de Grote Oceaan. De soort wordt voornamelijk aangetroffen op bodems bedekt met zeeveren op diepten tot 117 m. Zijn carapax kan een lengte bereiken van 43 mm.